# Blue Hole et Inland Sea
Situé autour du hameau de Dwejra, sur la côte ouest de l'île de Gozo, le site a été popularisé par les nombreux films, qui ont utilisé la particularité de ses paysages dans le cadre de leur tournage. Surplombé par l'emblématique Arche d'Azur, un ensemble de reliefs sous-marins, parmi les plus remarquables de l'archipel maltais sont accessibles par deux points d'entrée exceptionnels : Blue Hole et Inland Sea, qui ont donné leur nom à l'ensemble du site de plongée.
Deux autres point d'accès à la mer existent, le premier à proximité de l'entrée du Blue Hole, le second, une centaine de mètres plus au sud, en face des îlots de Big Bear et Little Bear, mais ils sont plus difficiles d'accès et nécessitent une mer parfaitement calme.
À partir de ces quatre points d'entrée, on peut effectuer un certain nombre d'explorations de part et d'autre de l'Arche d'Azur, en combinant à sa convenance les sites suivants.

## Le Blue Hole

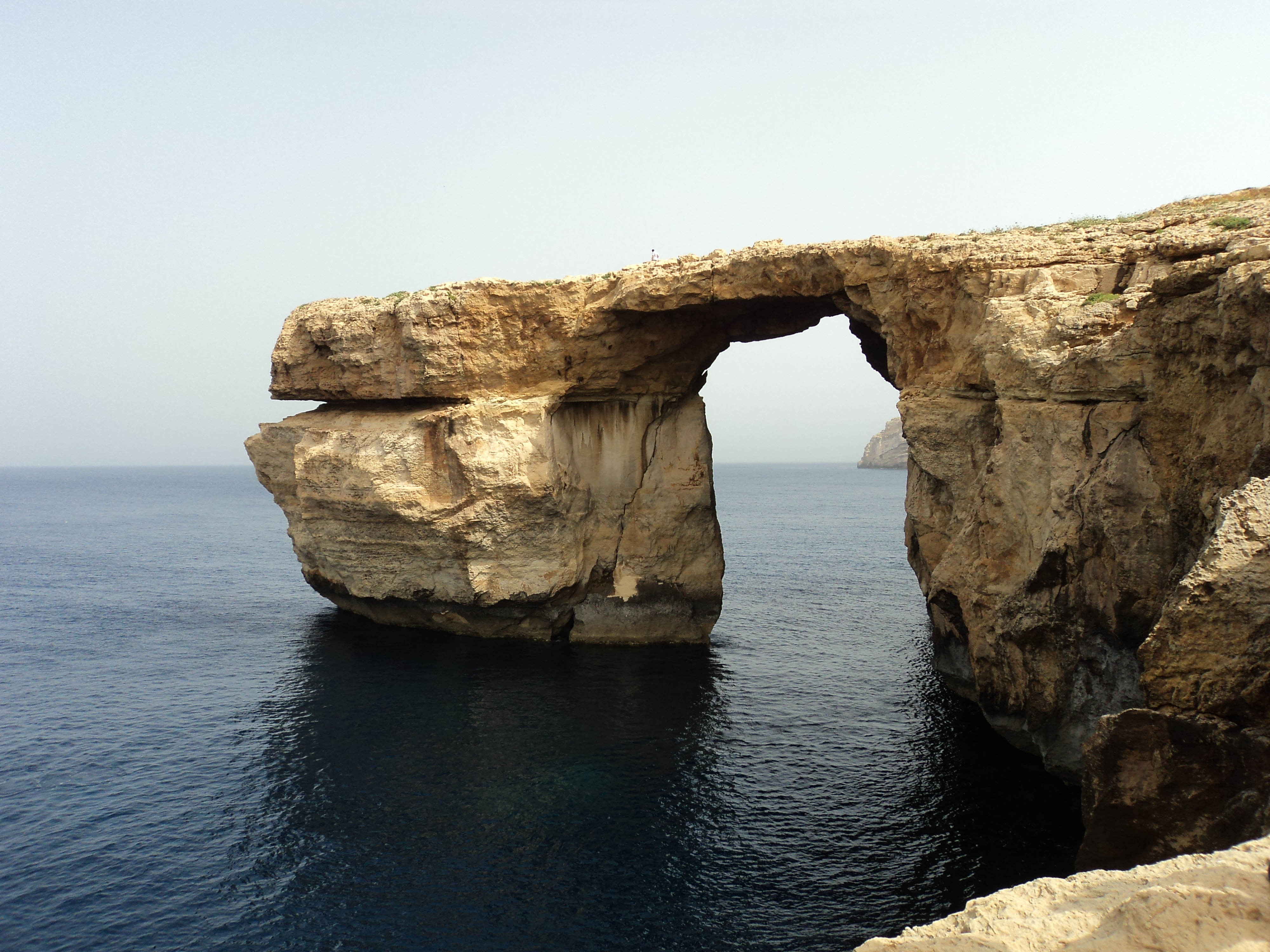
L'arche d'Azur à Gozo

Le Blue Hole est une cheminée circulaire d'une vingtaine de mètres de diamètre à laquelle on accède par un chemin sinueux entre les rochers à partir du parking de Dwejra. Il est parsemé de marches grossièrement taillées dans le roc et amène jusqu'à un plateau à demi immergé, où on peut finir de s'équiper (à noter qu'il est relativement glissant, constitué de roches coupantes et couvertes d'oursins, ce qui impose le port de chaussons).
Une fois la mise à l'eau effectuée, la descente s'effectue par la cheminée, qui ouvre l'accès à la mer libre par un passage sous une arche, d'une profondeur de 7 à 16 mètres. À la sortie du Blue Hole, on trouve une grotte assez spacieuse qui peut être visitée en fin de plongée selon votre consommation.
Le parcours le plus classique consiste à se diriger vers l'Arche d'Azur et à la contourner par l'ouest à une profondeur qui peut varier entre 17 et 45 mètres, selon votre proximité avec le pilier. Le retour s'effectue en passant sous le pont de l'arche, où le fond remonte jusqu'à une profondeur de 12 mètres, ce qui vous permet d'admirer les effets de lumière produite par l'ombre de l'arche et le spectacle étrange des énormes blocs de roche encore blancs, qui se sont détachés du pilier, lors des dernières tempêtes d'hiver.
Le retour s'effectue par l'entrée du Blue Hole où on peut effectuer une visite de la grotte (lampe obligatoire), en prenant garde d'être bien stabilisé car le fond vaseux peut vite réduire la visibilité en cas de palmage inadapté. Si vous avez de la chance, vous pourrez apercevoir un congre, qui a élu domicile sur la corniche au fond de la grotte.
La remontée s'effectue par le Blue Hole où vous pourrez effectuer votre palier de sécurité en admirant la petite arche qui ferme le Blue Hole.

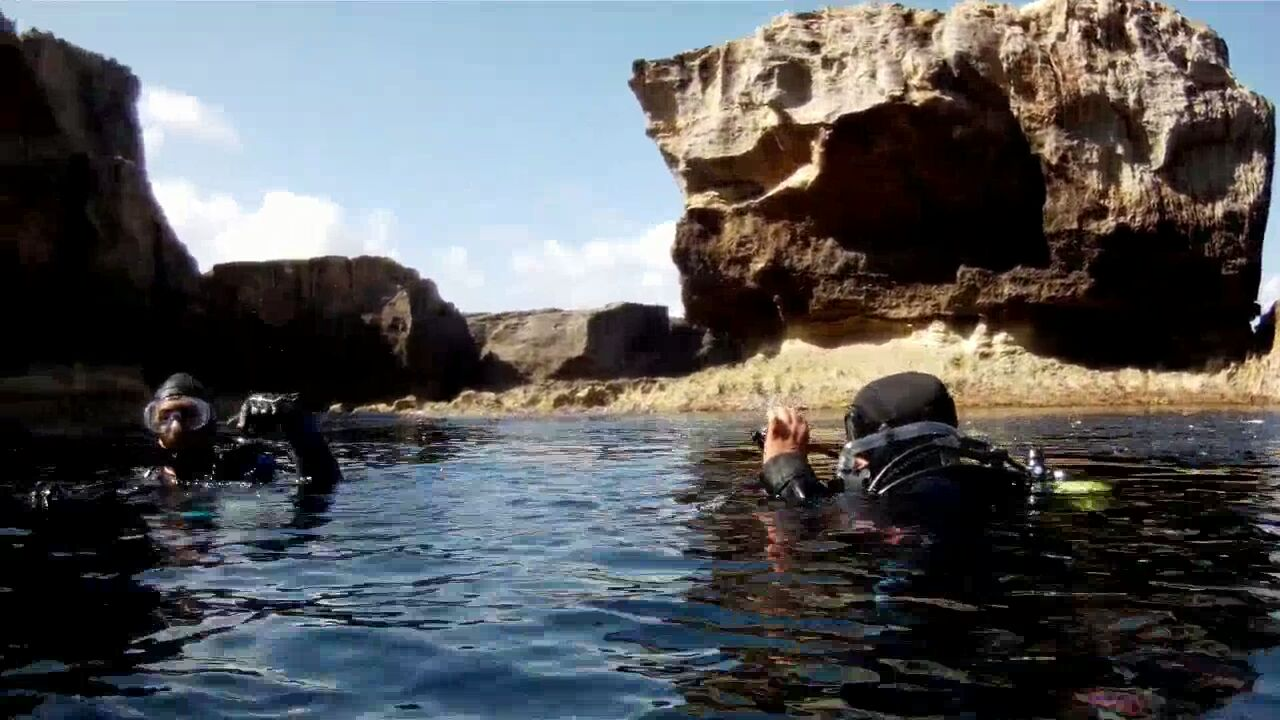
La mise à l'eau
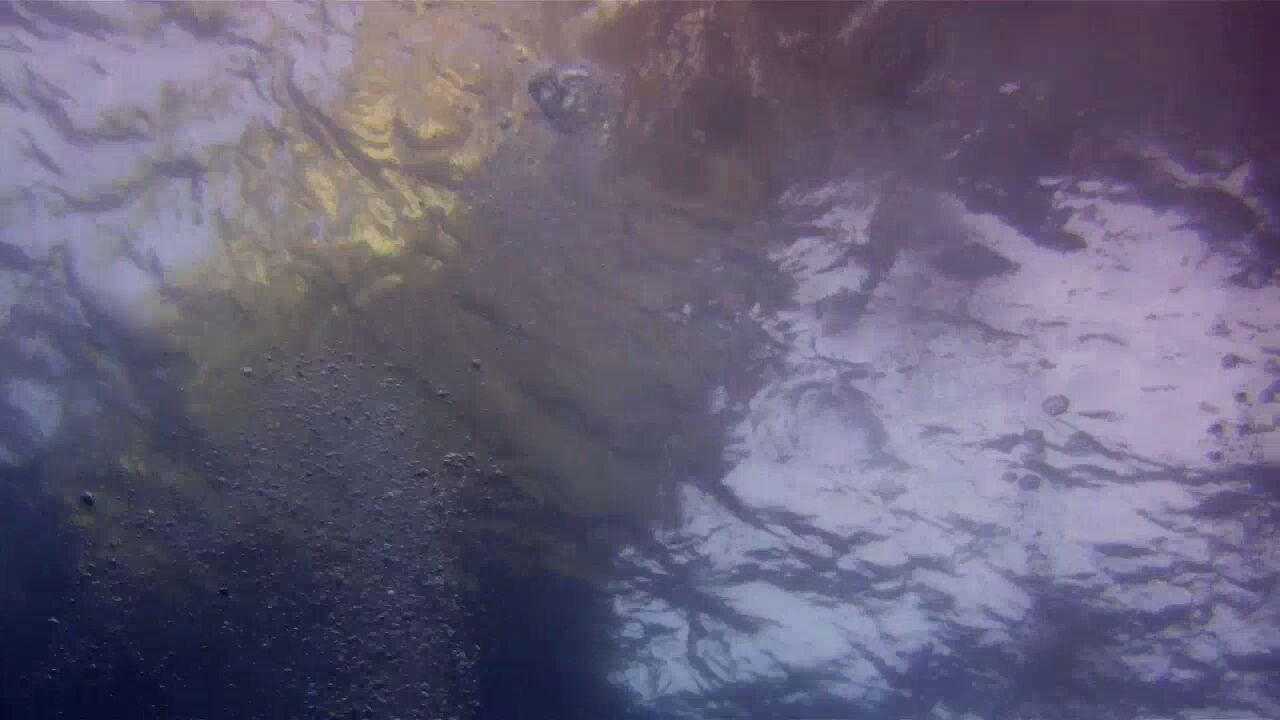
L'Arche d'Azur sous la surface
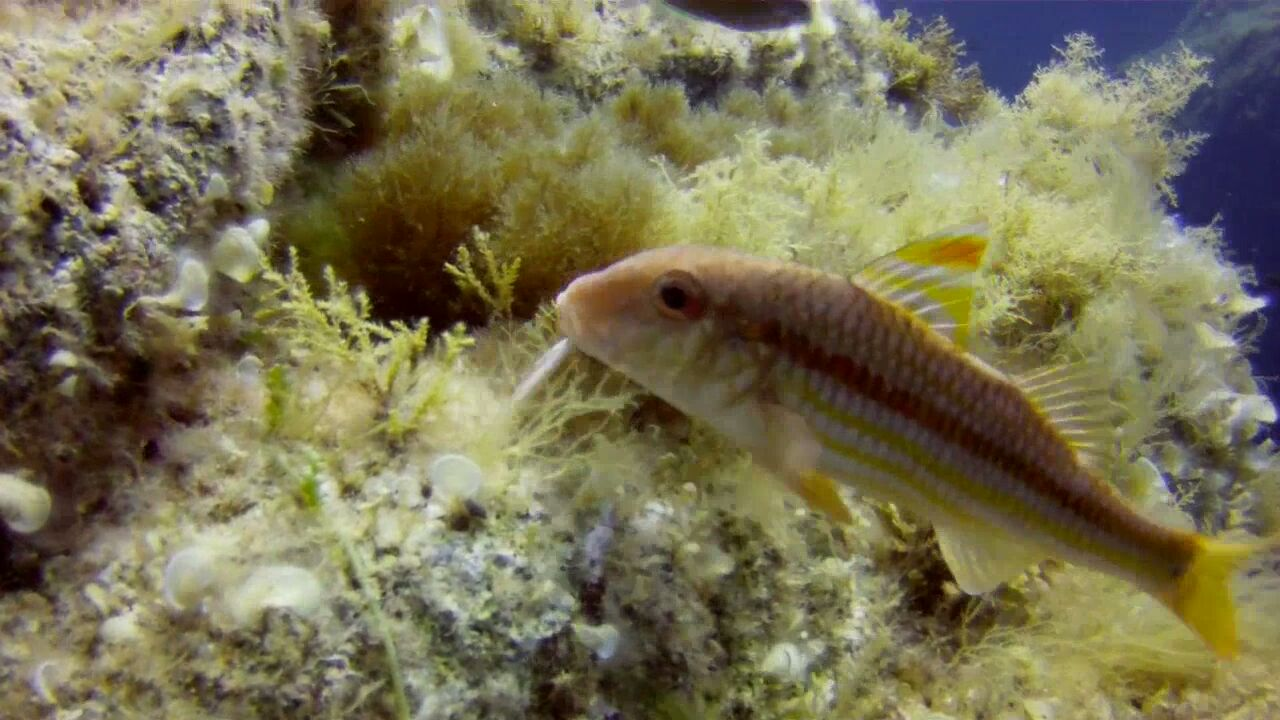
Un rouget à l'entrée de la grotte
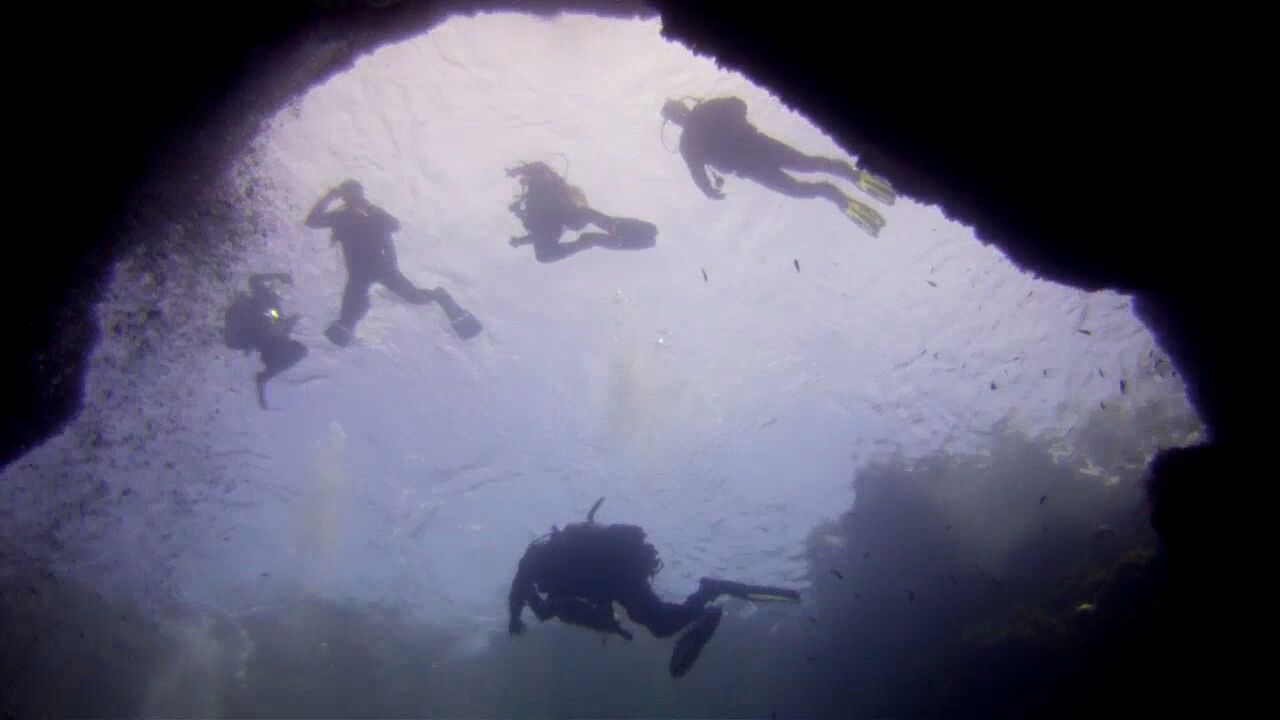
Une vue de la sortie de la grotte
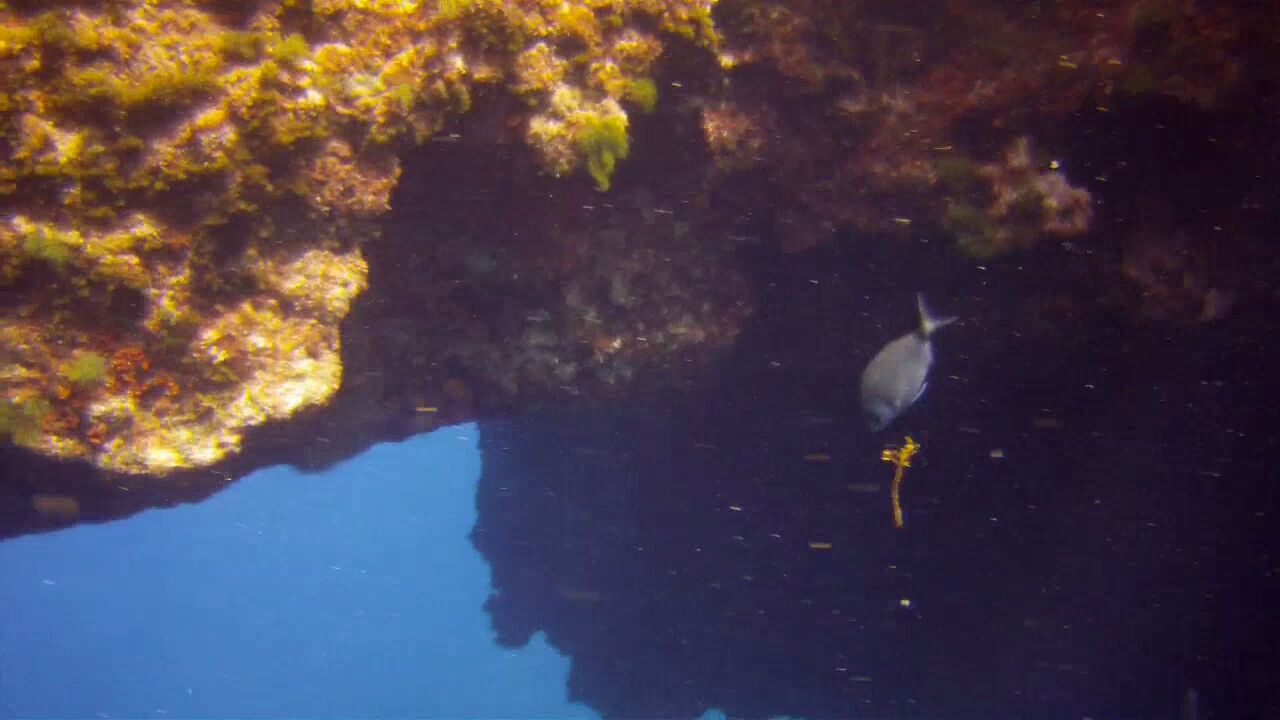
L'arche de sortie du Blue Hole

## Inland Sea

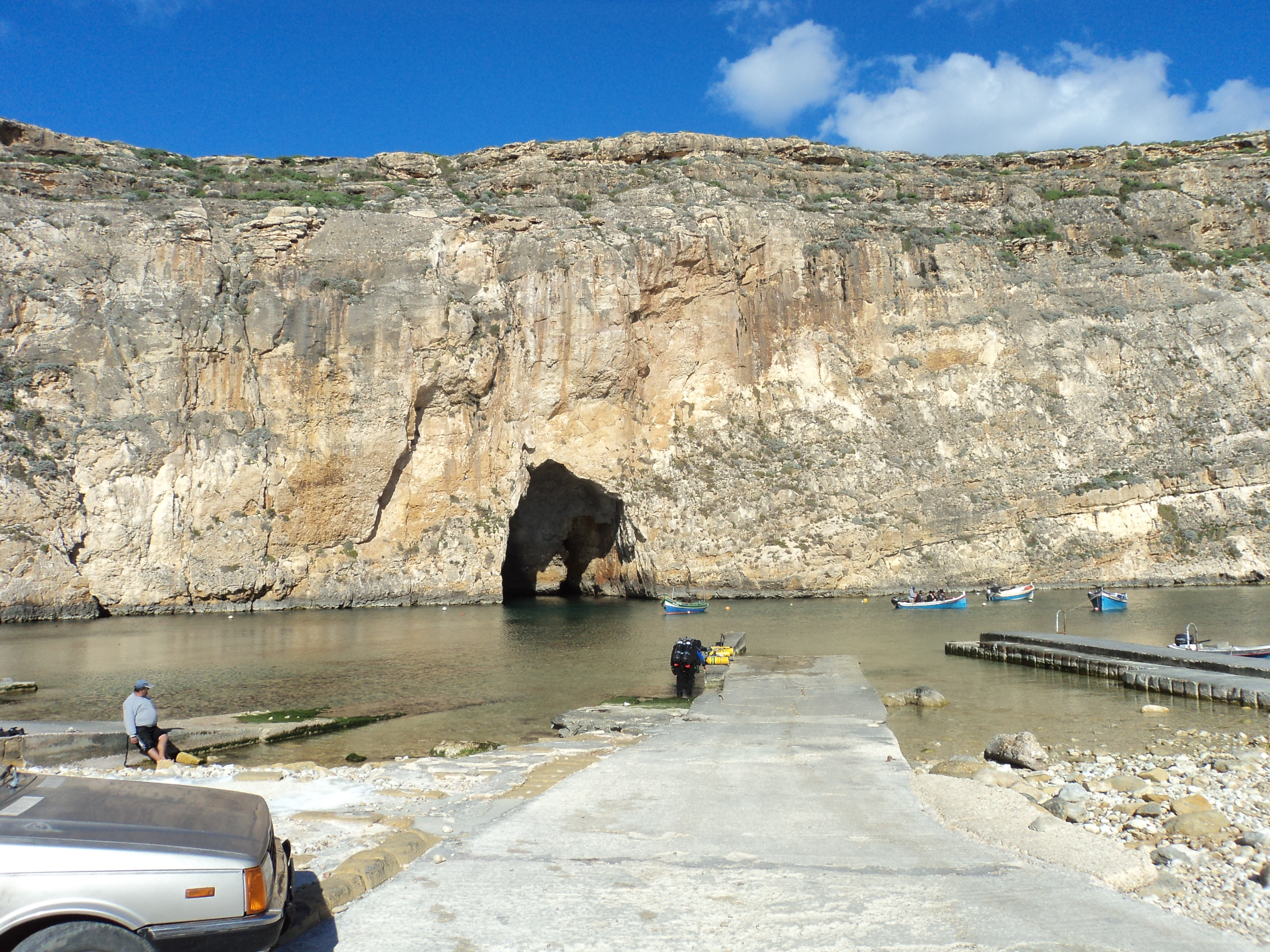
Inland Sea avec la cale de mise à l'eau et le tunnel d'accès à la mer

Comme son nom l'indique, Inland Sea est une étendue d'eau intérieure peu profonde, qui communique avec la mer par un tunnel d'environ 80 mètres à travers la falaise. La mise à l'eau se fait à l'aide d'une cale d'accès facile, lorsque le parking n'est pas trop encombré (ne pas se fier à la photo d'illustration, qui a été prise en janvier et ne reflète pas vraiment la situation en plein été). On atteint ensuite l'entrée du tunnel en traversant Inland Sea en surface et en se regroupant sur sa gauche, tout en faisant bien attention aux barques de transport des touristes, qui l'empruntent aussi.
L'immersion s'effectue à une profondeur d'environ trois mètres et on peut alors traverser la falaise par le passage d'une longueur d'environ 80 mètres qui descend progressivement jusqu'à 23 mètres de profondeur. Dans les zones les moins profondes où si vous êtes amené à faire surface, il faut rester proche de la paroi à cause du passage assez fréquent des barques de touristes. Si vous disposez d'une torche, vous pourrez admirer la faune incrustée mais le spectacle de la lumière bleutée de la sortie vers la mer libre est un des intérêts tout particuliers de cette exploration.
La suite de la plongée s'effectue le long d'un tombant vertical, dont le fond de sable se situe à plus de cinquante mètres de profondeur et où vous pourrez croiser des poissons traditionnels de la Méditerranée (banc de castagnoles ou d'athérines, et plus rarement mérou, mostelle ou corb noir).
Si vous choisissez de partir vers le nord, le retour doit impérativement se faire par le tunnel d'accès à Inland Sea, dans la mesure où la côte est constituée de falaises de plus de 50 mètres de haut sur plus de 10 kilomètres jusqu'au nord de l'île.
Si vous partez côté sud, il est théoriquement possible de ressortir par le Blue Hole, mais cette exploration doit être parfaitement planifiée et ne s'adresse qu'à des plongeurs confirmés et dans des conditions météorologiques idéales. La distance à parcourir est d'environ 500 mètres sans aucun point de sortie avant le Blue Hole et comme partout en Méditerranée, le vent peut très vite se lever et le transformer en véritable essoreuse.

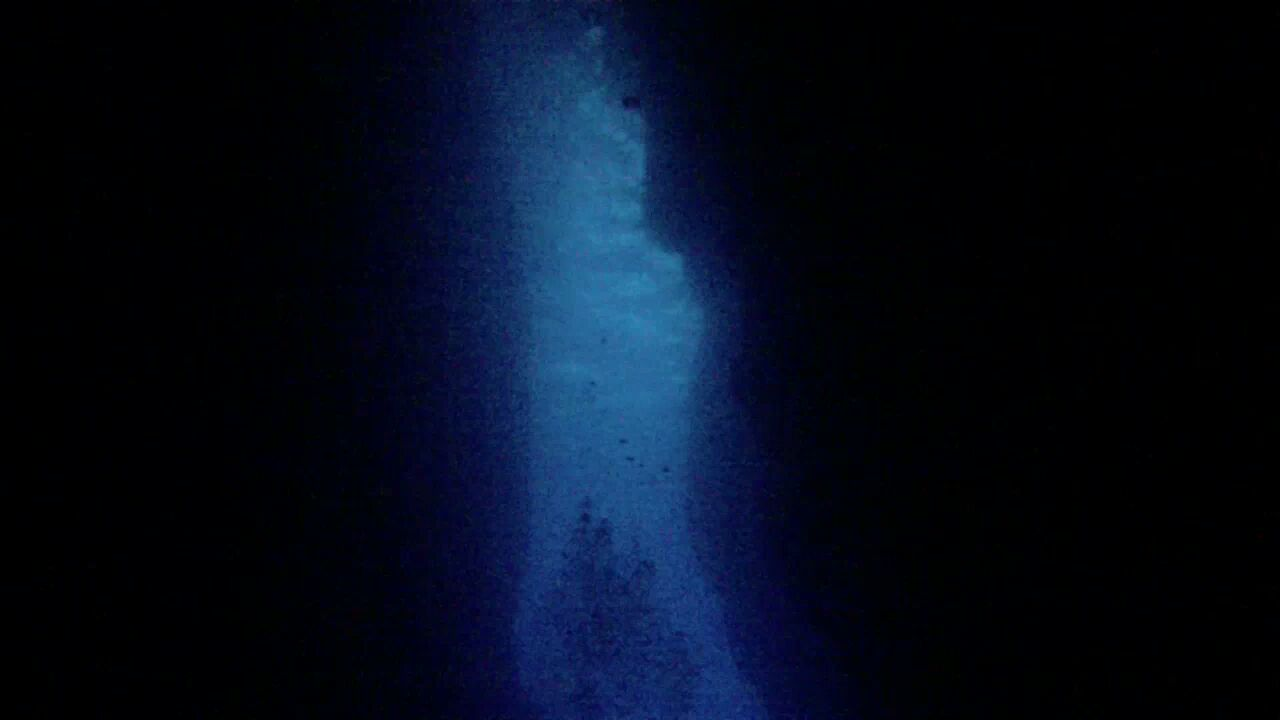
Le tunnel d'accès à la mer
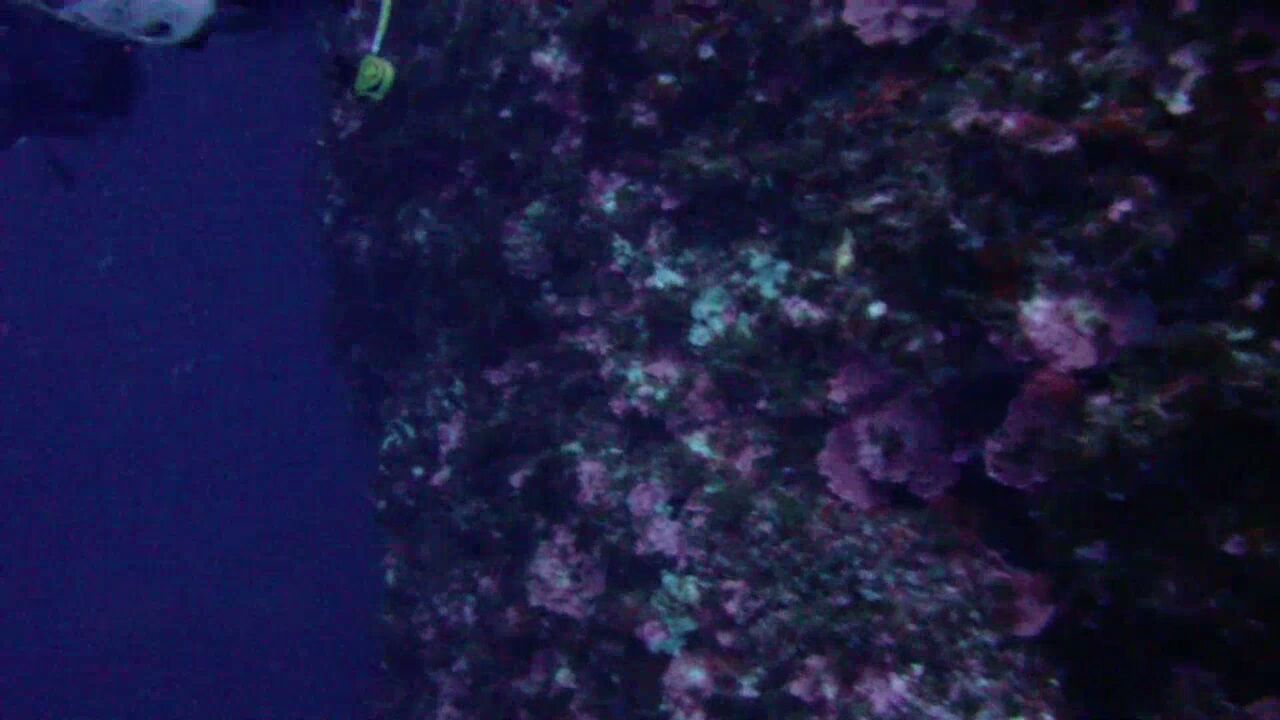
La paroi du tunnel
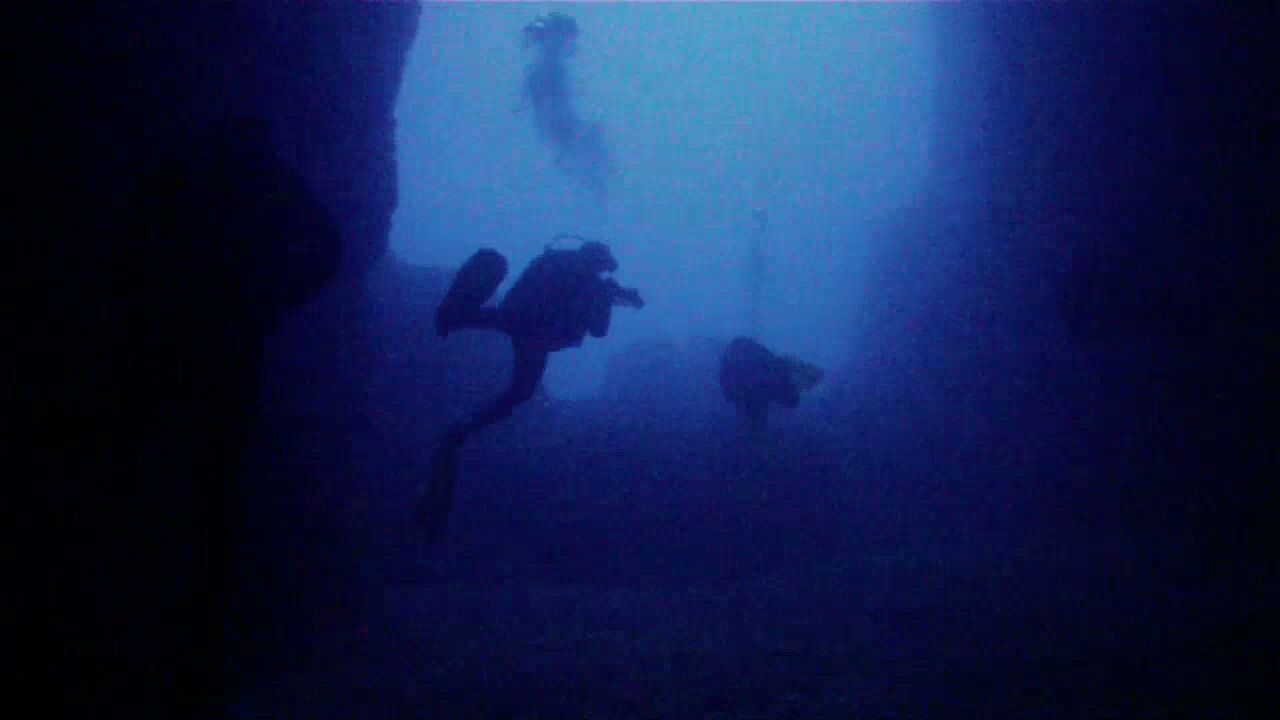
La sortie du tunnel
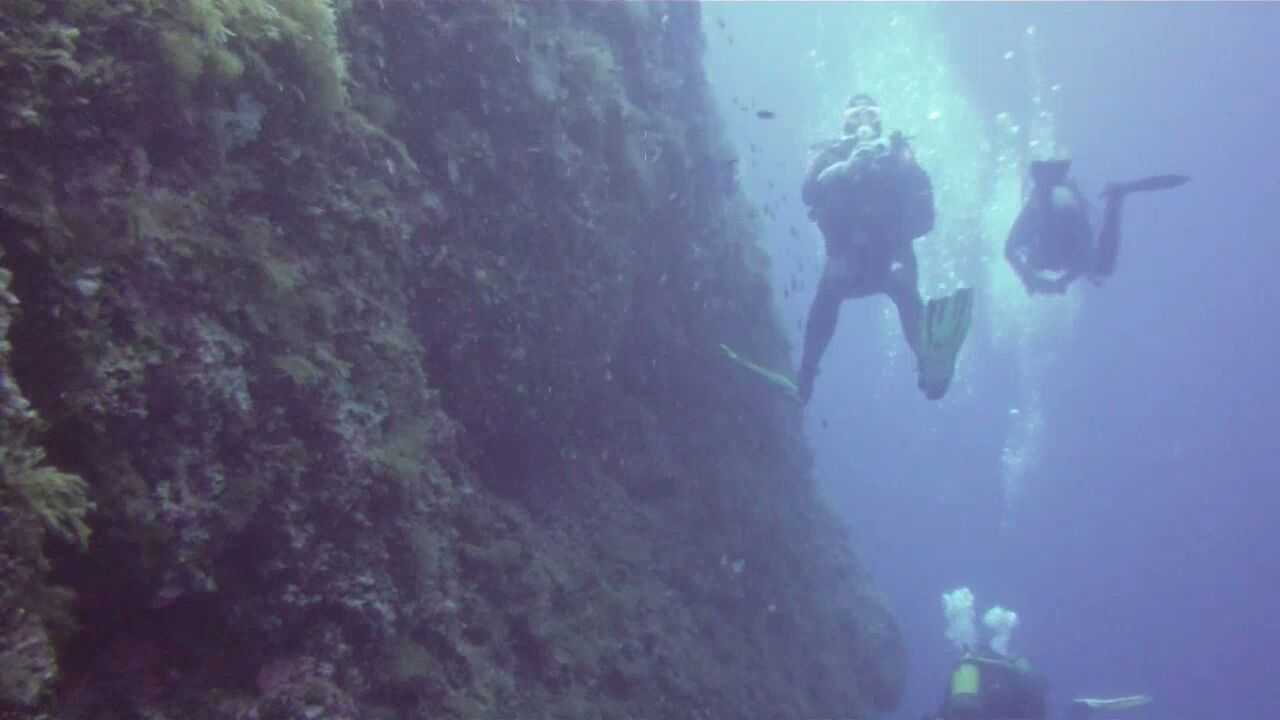
Le tombant

## Coral Garden et Coral cave

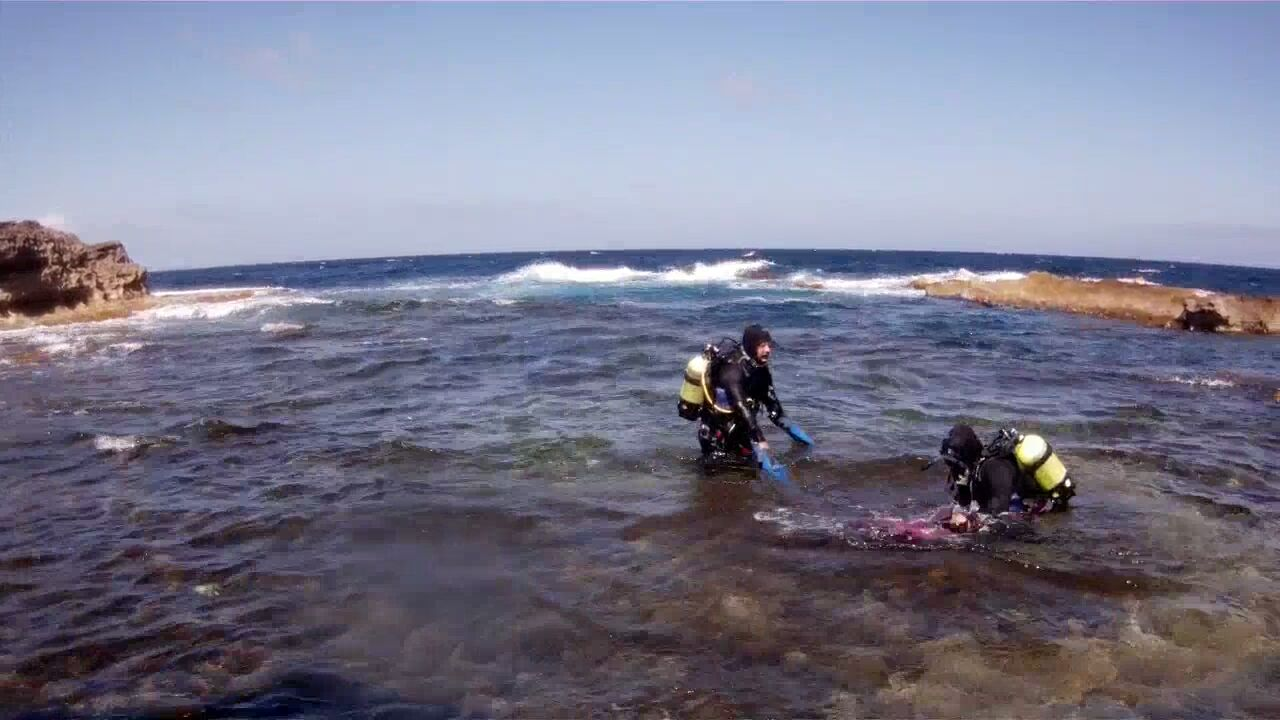
Le point d'accès le plus court vers Coral Garden

Le site de Coral Garden correspond à un plateau accidenté et rocheux, situé au sud du Blue Hole, qui descend en pente douce, jusqu'à une profondeur de 11 mètres. Il s'achève par un mur abrupt et donne accès à une zone sableuse, qui remonte doucement de 45 mètres, sur sa pointe extrême, jusqu'à un plateau d'une profondeur de 30 mètres environ. En suivant la paroi, le mur sur sa gauche (c'est-à-dire direction sud), on atteint l'entrée de Coral Cave, une grotte de dimension impressionnante, puis la zone de Crocodile Rock.
Deux points d'accès à la mer peuvent être utilisés pour accéder au site. Tous les deux empruntent le même chemin à partir du parking de Dwejra, mais la suite dépend de l'état de la mer. Si celui-ci le permet, il faut obliquer sur la gauche, avant la descente qui conduit au Blue Hole, pour atteindre une zone de mise à l'eau, qui permet d'accéder directement à Coral Garden. C'est le chemin le plus court et celui qui permet de rester le plus longtemps sur le site. Dans le cas où la houle l'interdit, il faut effectuer la plongée en partant du Blue Hole et suivre à sa sortie la paroi située à gauche, jusqu'à une faille verticale, qui descend jusqu'au fond à une profondeur de 27 mètres. Celle-ci permet, à son sommet, d’accéder à l'entrée de Coral Garden, située dans la zone des 10 mètres.
La plongée s’effectue au milieu des blocs de rochers entrecoupés de canyons, où l'on va trouver la faune caractéristique de l'archipel maltais. Elle permet d'atteindre le mur, qui conduit à Coral Cave. C'est une grotte avec une entrée circulaire, d'une trentaine de mètres. Il est possible d'y entrer, mais déconseillé d'y séjourner trop longtemps et de s'y enfoncer trop profondément, à la fois pour des raisons de sécurité (taille de la grotte et visibilité réduite en cas de palmage inadapté) et de préservation de l'environnement (les bulles produites par les plongeurs sont emprisonnées et détruisent les coraux). Le retour s'effectue par le même chemin (Blue Hole ou sortie directe par Coral Garden).

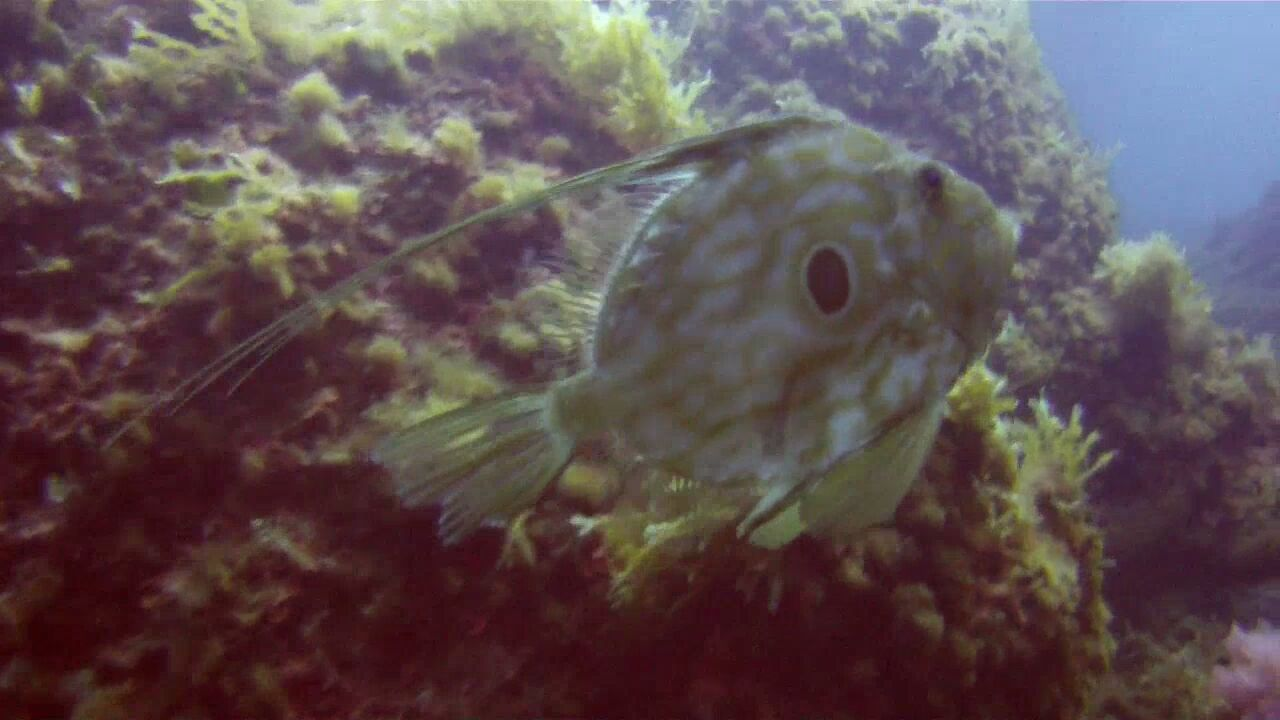
Un Saint Pierre à la sortie du Blue Hole
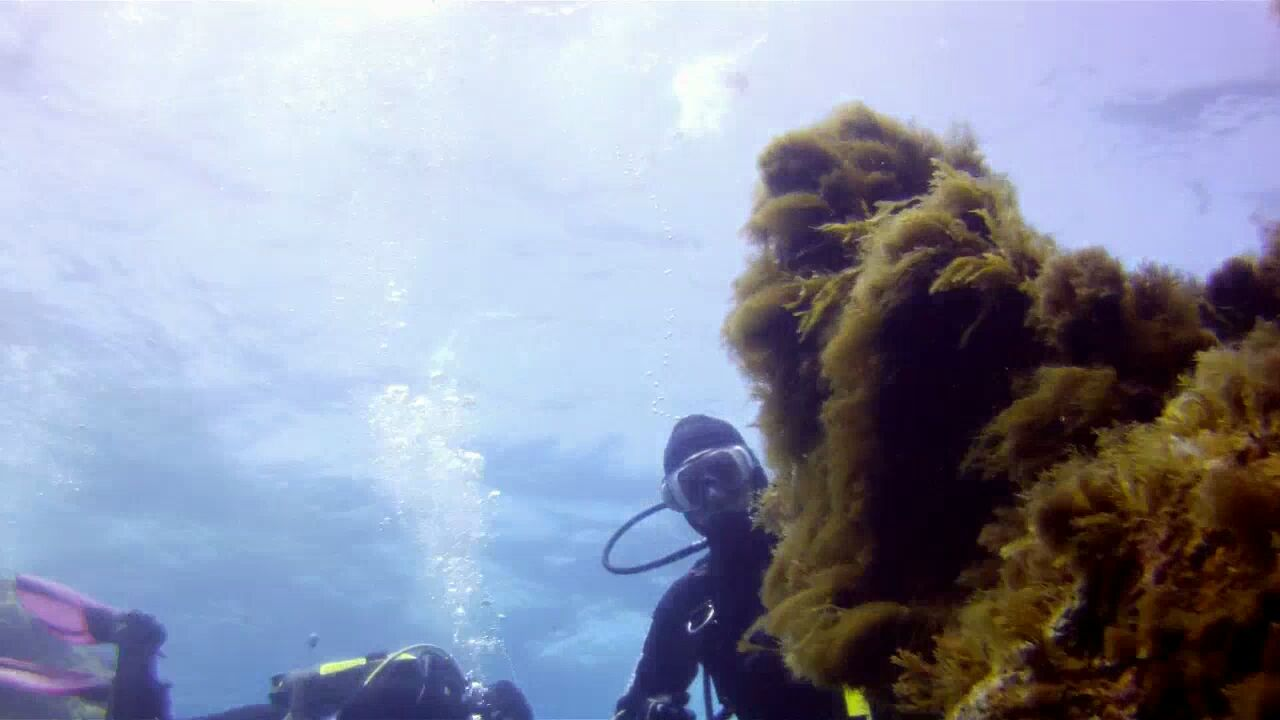
La sortie de la faille en venant du Blue Hole
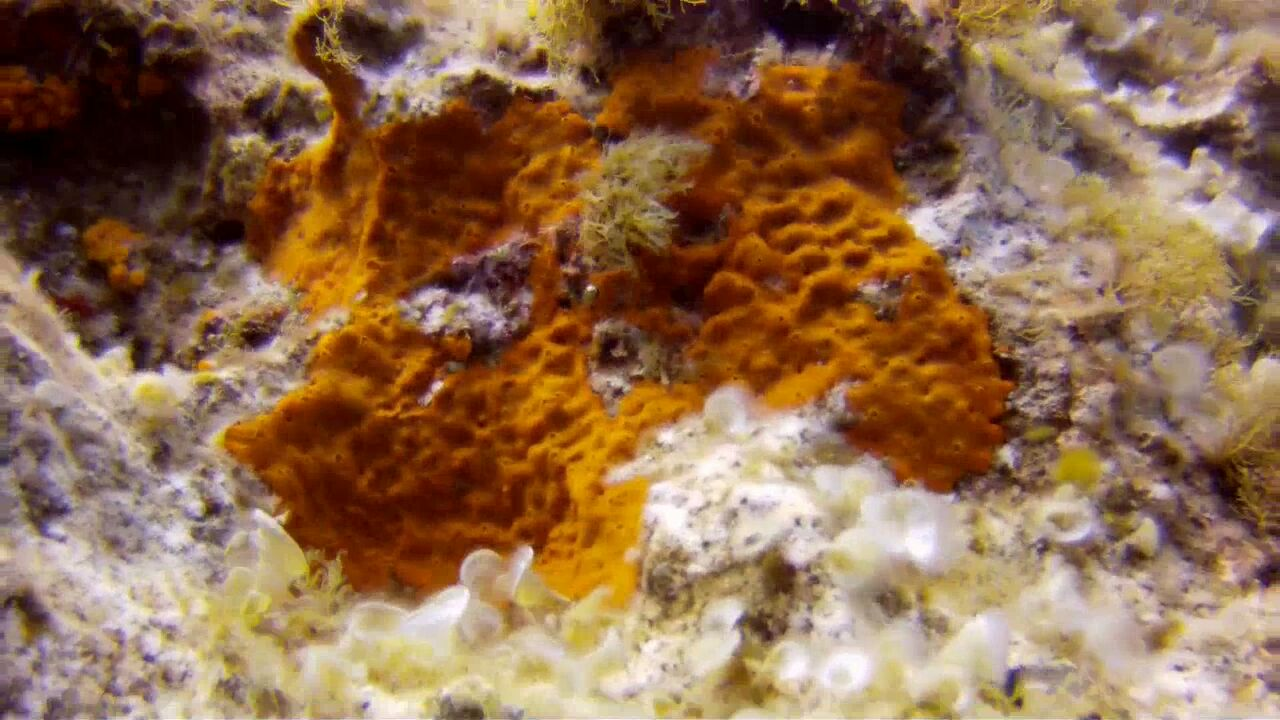
Des éponges dans Coral Garden
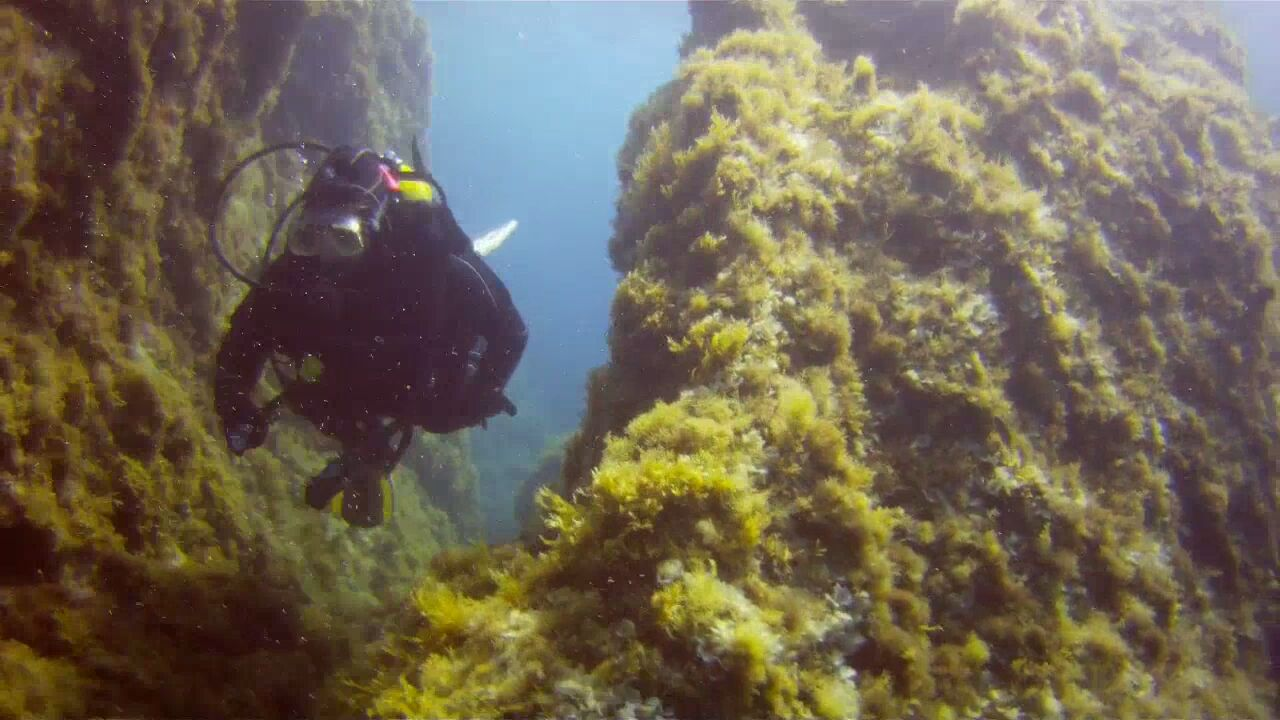
Au milieu des canyons de Coral Garden
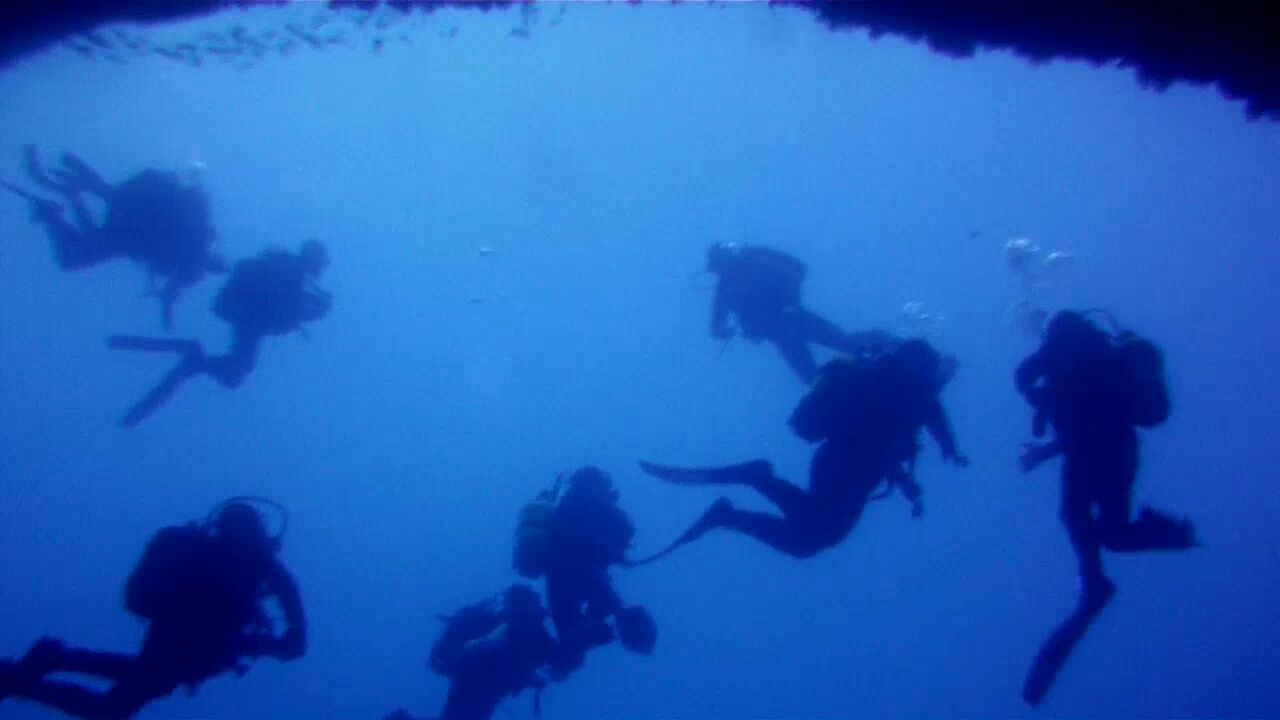
L'entrée de Coral Cave
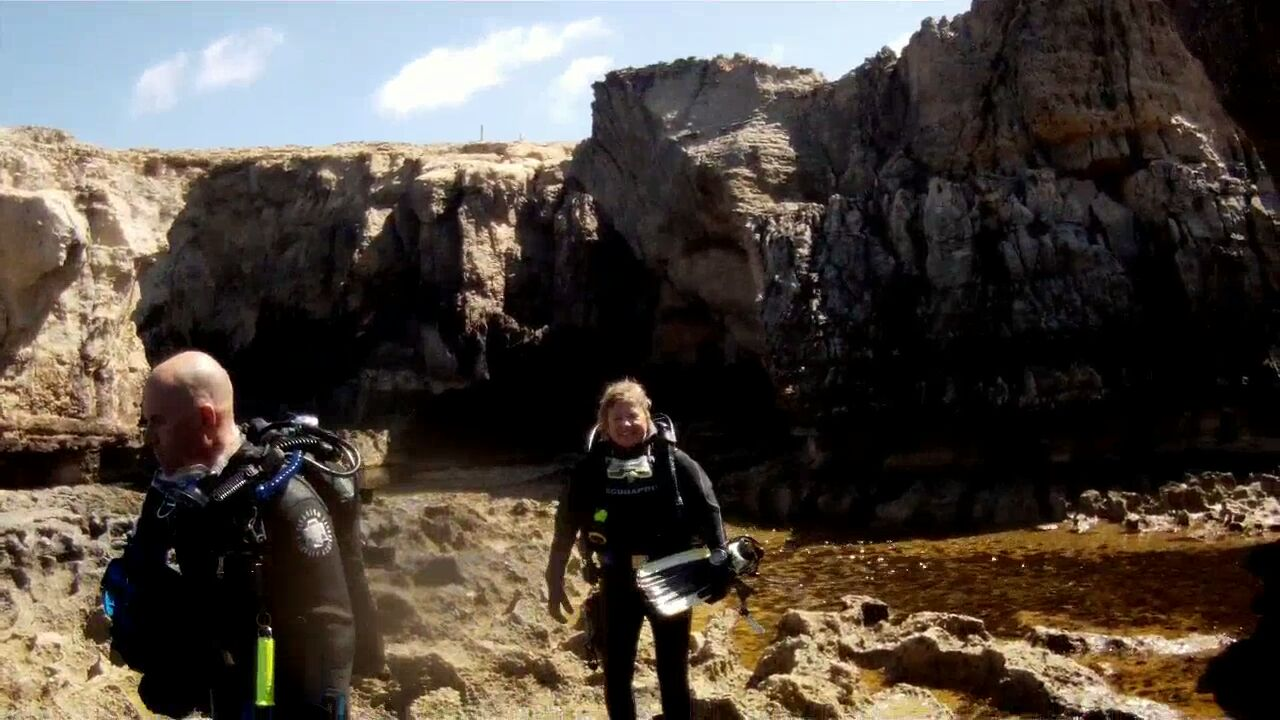
La sortie de l'eau après la plongée